# Friedhof Steglitz

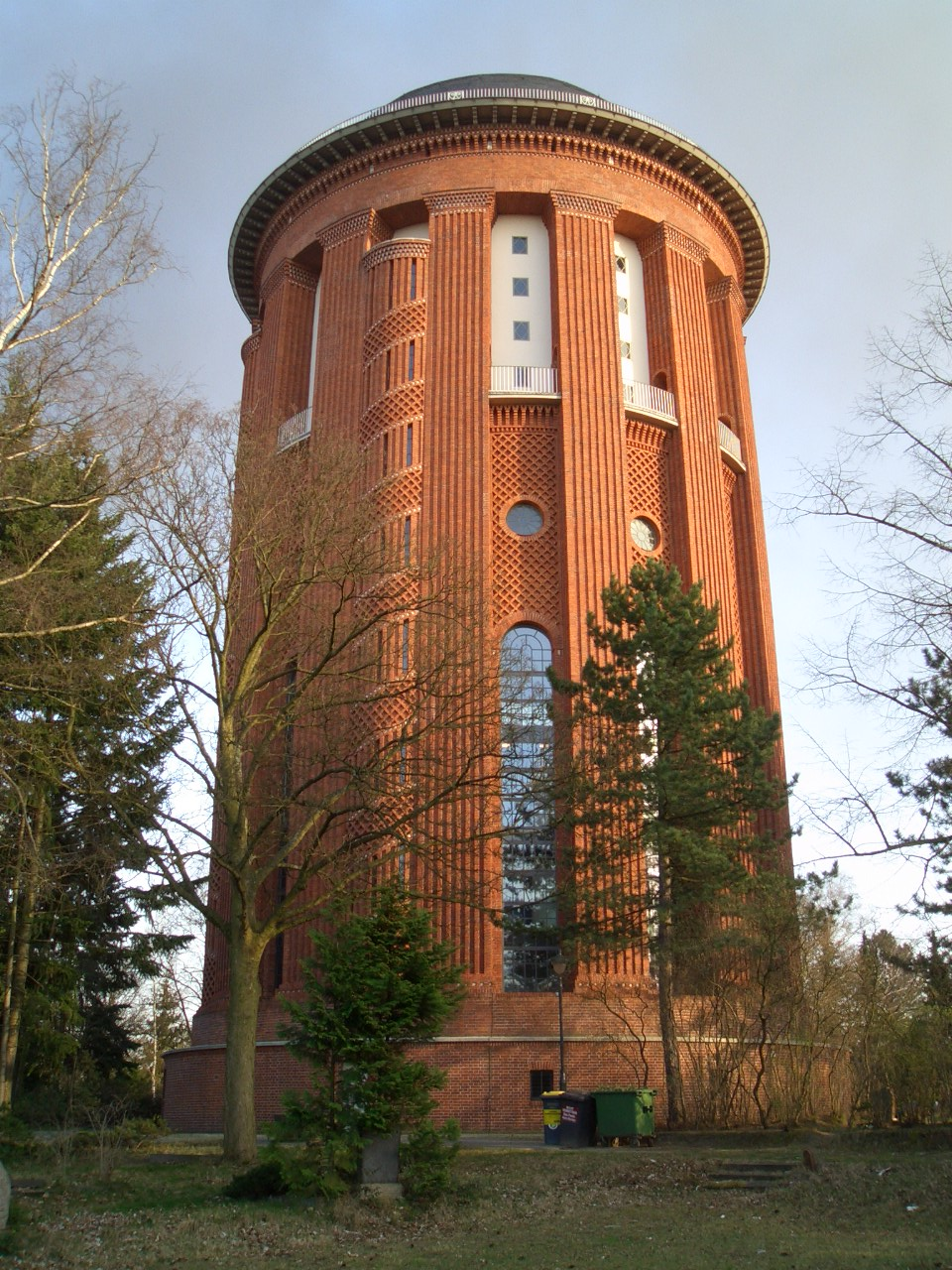
Wasserturm auf dem Friedhofsgelände

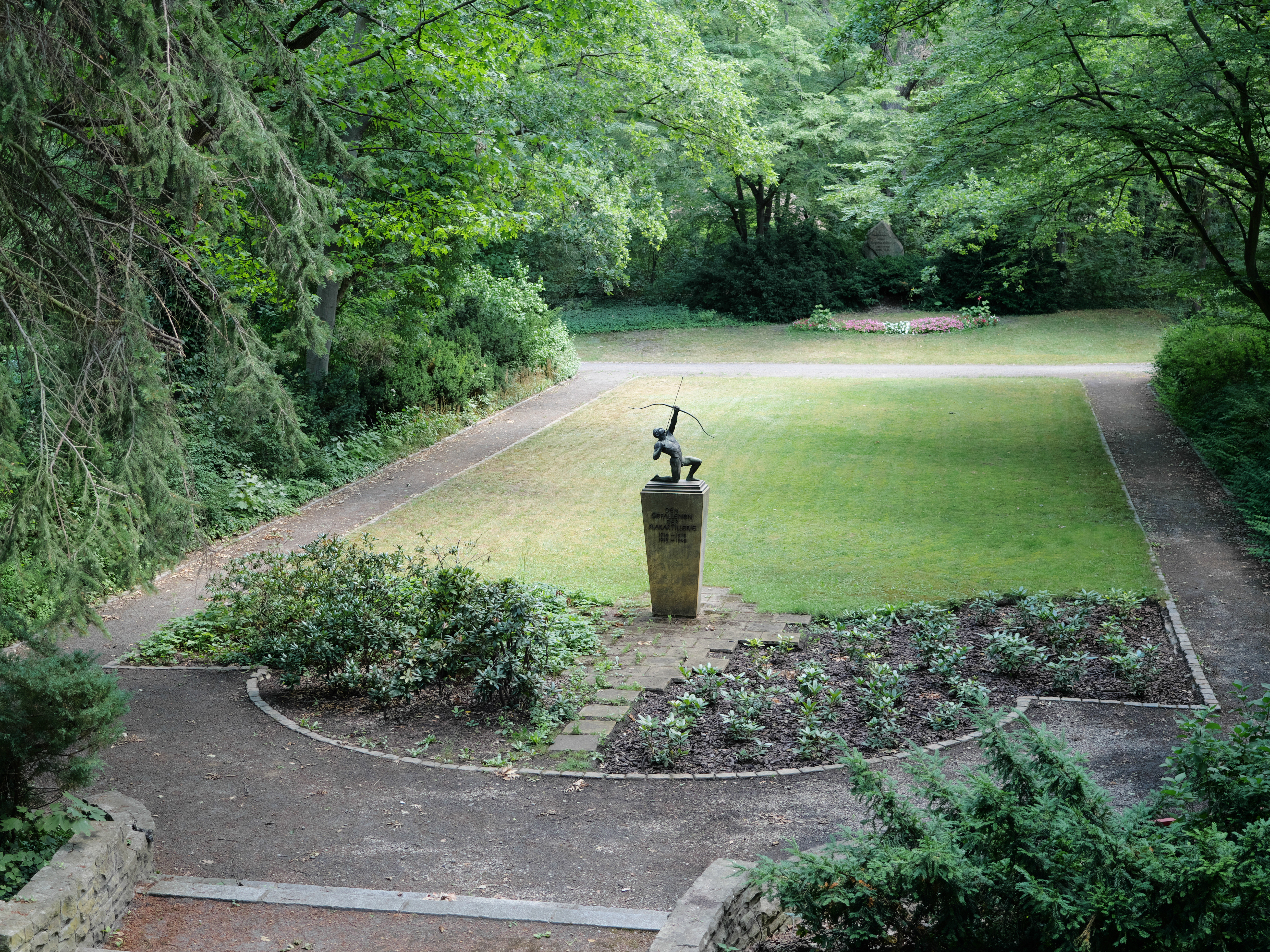
Ehrenmal für die Gefallenen der Flakartillerie, Bronzeskulptur von Felix Kupsch

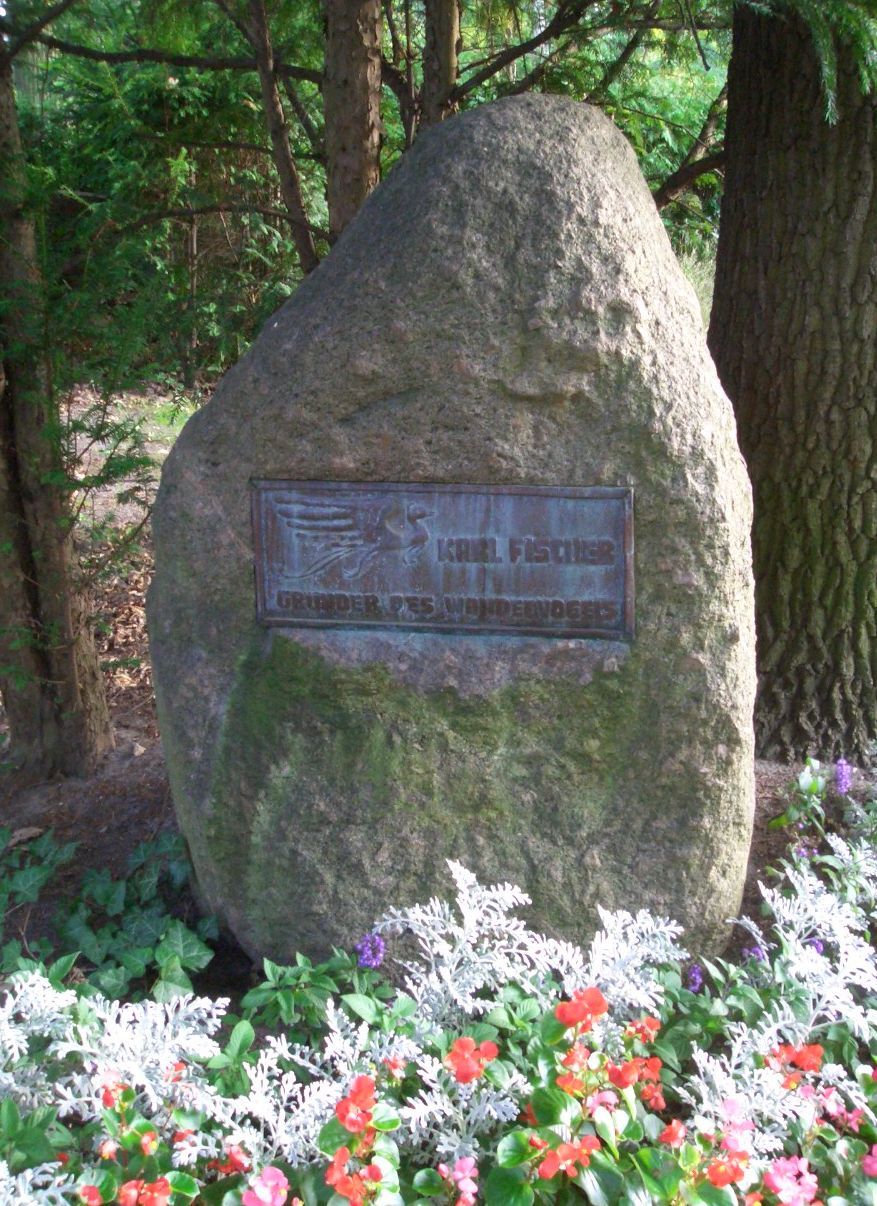
Grabstein von Karl Fischer

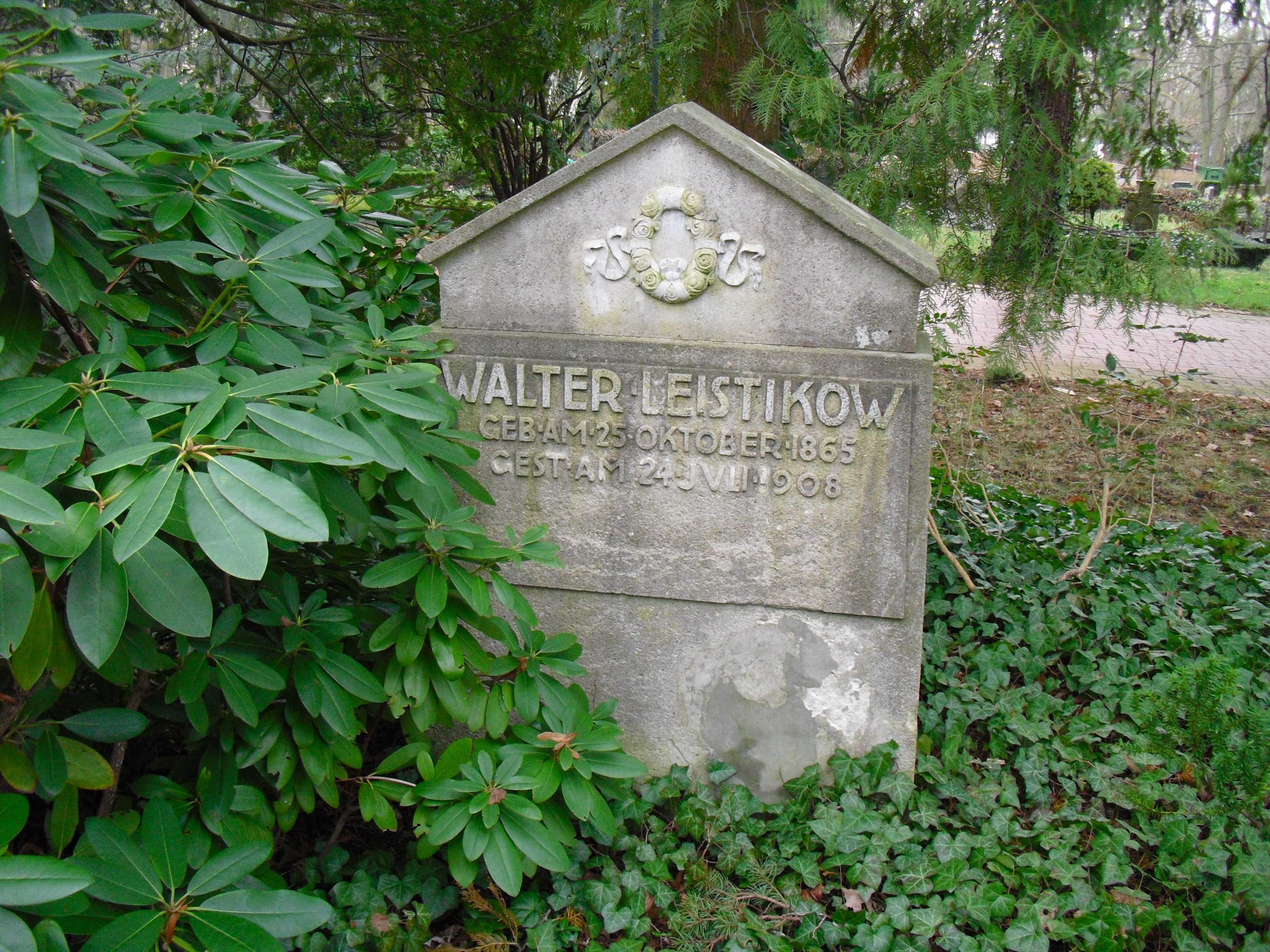
Ehrengrab für den Maler Walter Leistikow

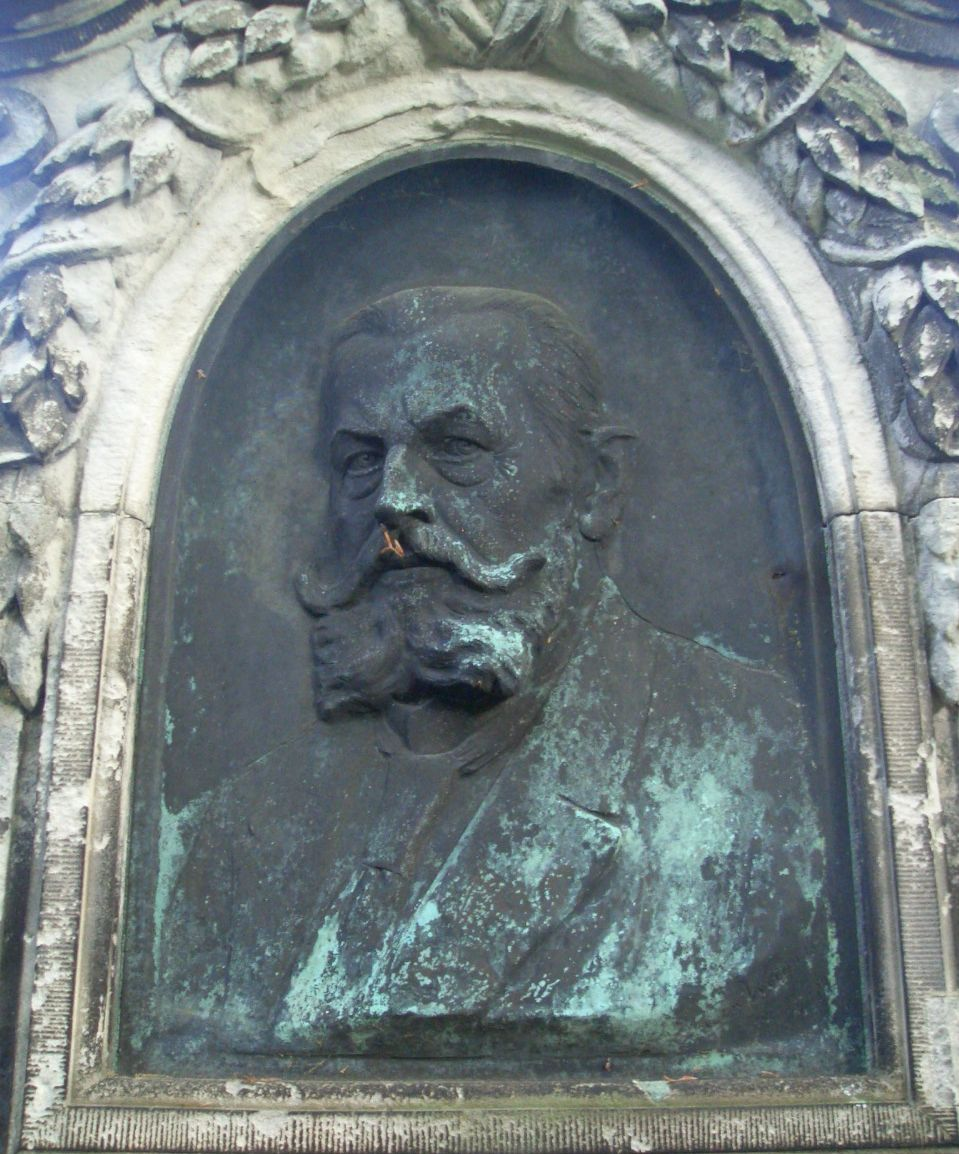
Porträtmedaillon für Julius Zimmermann von Ernst Waegener

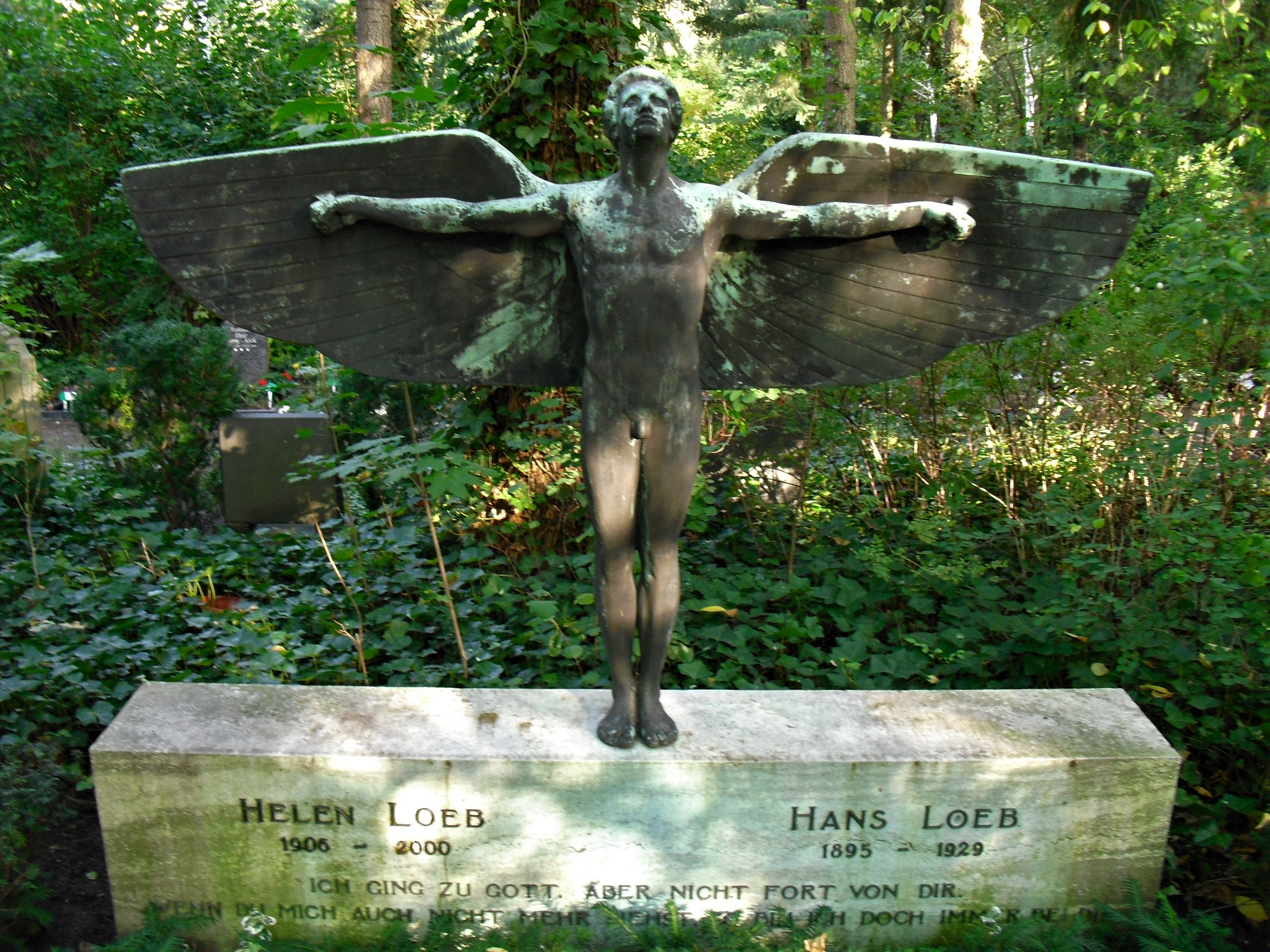
Grab des (abgestürzten) Flugkapitäns Hans Loeb mit der Skulptur Ikarus von Peter Breuer (2010)

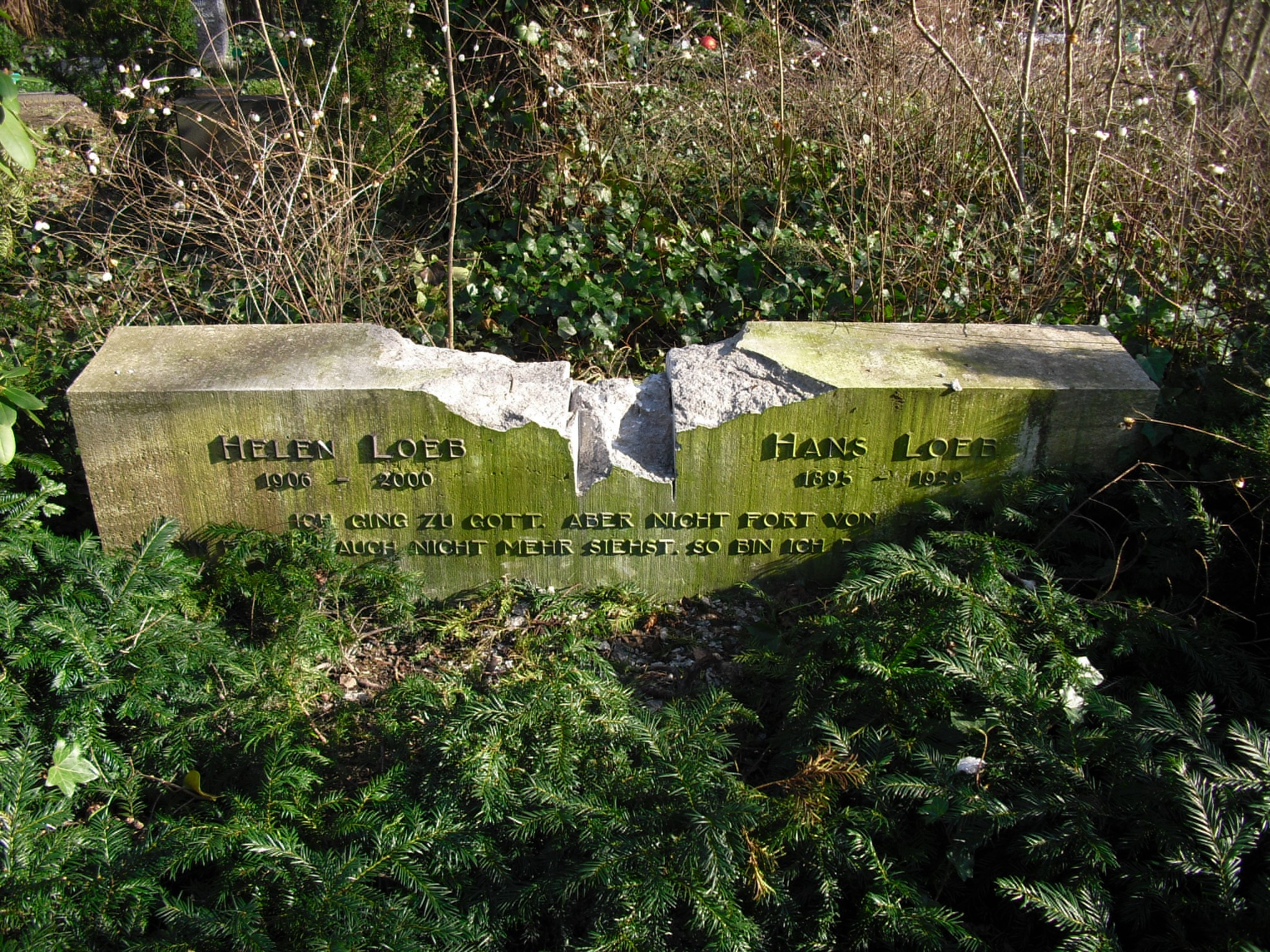
Grab des Flugkapitäns Hans Loeb (Zustand im Februar 2018)

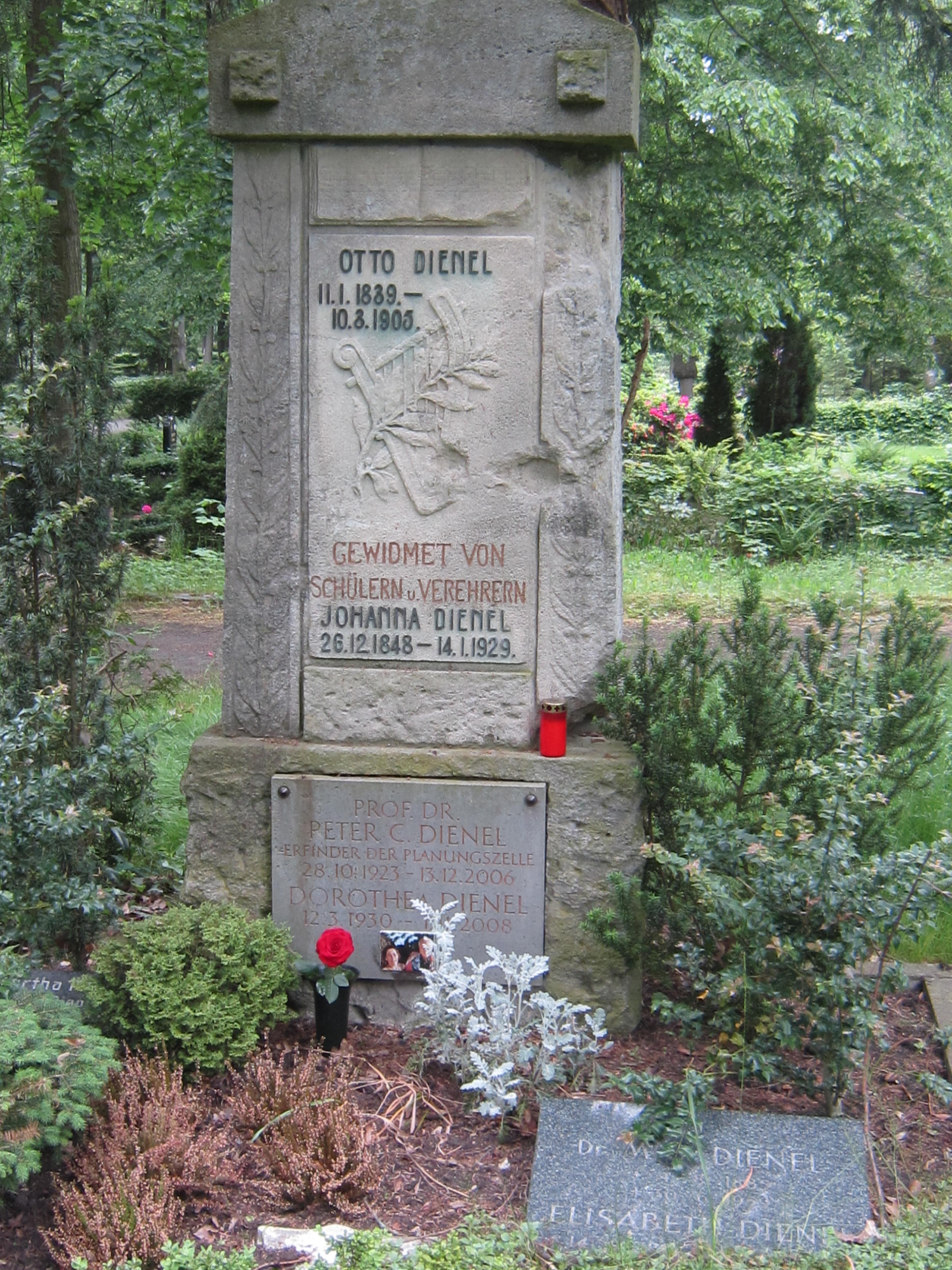
Grabmal Otto Dienel und Peter Dienel (Erfinder der Planungszelle)

Der landeseigene Friedhof Steglitz in Berlin-Steglitz ist ein seit 1875 bestehender Parkfriedhof, dessen Haupteingang an der Bergstraße 34–37 liegt. Er wurde durch die damals selbstständige Gemeinde Steglitz ab 1874 am Nordrand der Rauhen Berge angelegt und im darauffolgenden Jahr eröffnet. Er erhielt 1904 eine kleine Backsteinkapelle, die im Krieg zerstört und später in vereinfachter Form neu errichtet wurde. Der Bevölkerungszuwachs führte bis in die 1970er Jahre zu mehrmaligen Flächenerweiterungen. Die jetzige Größe beträgt knapp 27 Hektar. Im südöstlichen Teil des Friedhofs befindet sich seit 1957 das Ehrenmal für die Gefallenen der Flakartillerie mit einer von Felix Kupsch geschaffenen Skulptur.
Auf dem Friedhof gibt es mehrere Geschlossene Kriegsgräberstätten. Insgesamt gibt es 997 Opfer in Einzelgräbern und 164 Opfer in einem Sammelgrab. Unter ihnen sind Soldaten aus beiden Weltkriegen sowie zivile Opfer vom Zweiten Weltkrieg.
Ende 2007 wurde ein nie belegter Streifen abgetrennt und darauf ein Haustierfriedhof angelegt. Er ist über einen separaten Eingang in der Bismarckstraße zu erreichen.
Am höchsten Punkt des Friedhofs befindet sich der 1919 nach Plänen von Hans Heinrich Müller fertiggestellte Wasserturm Steglitz, der heute unter Denkmalschutz steht. Ursprünglich lag er am Rand des Friedhofs, wurde jedoch nach dessen Erweiterung im Jahr 1921 in die Friedhofsgestaltung mit einbezogen.

## Gräber bekannter Persönlichkeiten
(E = Ehrengrab des Landes Berlin)
- Franz Amrehn (1912–1981), Politiker (CDU)
- Rudolf Anthes (1896–1985), Ägyptologe
- Hans Benzmann (1869–1926), Dichter und Literaturhistoriker
- Goetz Bergander (Pseudonym: Gottfried Paulsen) (1927–2013), Journalist
- Erich Blunck (1872–1950), Architekt und Hochschullehrer
- Leo Borchard (1899–1945), Dirigent und Widerstandskämpfer (E)
- Eberhard von Brauchitsch (1926–2010), Geschäftsführer der Flick KG
- Gerhard Brennecke (1916–1973), evangelischer Theologe, Chefredakteur und Missionsdirektor
- Gustav Büchsenschütz (1902–1996), Dichter des Liedes Märkische Heide, märkischer Sand.
- Hans Cürlis (1889–1982), Kulturfilmregisseur, Filmproduzent
- Otto Dienel (1839–1905), Organist und Komponist
- Peter Dienel (1923–2006), Theologe und Soziologe, Erfinder der Planungszelle
- Karl Fischer (1881–1941), Schriftsteller, Begründer der Wandervogelbewegung
- Rudolf Fischer (1881–1957), Chemiker und Unternehmer
- Martin Grabert (1868–1951), Komponist und Organist
- Hans Hartwigk (1904–1991),  Veterinärmediziner
- Alexander Hasenclever (1918–1990), Arzt, Präsident der Berliner Ärztekammer, Stadtältester von Berlin (E)
- Paul Rudolf Henning (1886–1986), Bildhauer und Architekt
- Gerhard Hentrich (1924–2009), Verleger
- Anton Hekking (1855–1935), Musiker
- Ehrenfried Günther Freiherr von Hünefeld (1892–1929), erster Atlantiküberflieger in Ost-West-Richtung 1928 (E)
- Hans Jeschonnek (1899–1943), Generalstabschef der Luftwaffe
- Alexander Kaul (1934–2023), Biophysiker
- Günther Korten (1898–1944), Generaloberst
- Reinhold Kraetke (1845–1934), Staatssekretär des Reichspostamtes
- Kurt Krigar (1921–2009), Dokumentarfilmer
- Walter Leistikow (1865–1908), Landschaftsmaler (E)
- Hans Mahle (1911–1999), Politiker (KPD/SED bzw. SEW)
- Rudolf Mönnich (1854–1922), Architekt
- Verena Pfisterer (1941–2013), Künstlerin
- Erika Rehhahn (1923–1978), Schauspielerin
- Walter Rütt (1883–1964), Radrennfahrer (E)
- Eduard Seler (1849–1922), Alt-Amerika-Forscher
- Hildegard Strübing (1922–2013), Zoologin
- Rudolf Arthur Teschner (1922–2006), Schachmeister und -publizist
- Friedrich Weinhausen (1867–1925), Schriftsteller und Politiker (DDP)
- Ewald Wenck (1891–1981), Schauspieler, Kabarettist, Hörspielsprecher, Moderator (E)
- Eugen Weschke (1932–2012), Kriminologe
- Julius Zimmermann (1834–1902), Bürgermeister von Steglitz (E)

## Aufgelassene Grabstätten
- Maximilian Gritzner (1843–1902), Heraldiker
- Hugo Fischer-Köppe (1890–1937), Schauspieler
- Richard Flockenhaus (1876–1943), Maler
- Heinrich Harder (1858–1935), Landschaftsmaler
- Berthold von Kern (1848–1940), Generaloberstabsarzt, Verfasser einiger Werke über Probleme der Erkenntnistheorie
- Albert Maennchen (1873–1935), Maler, Bildhauer, Architekt
- Emil Schallopp (1843–1919), Schachmeister und Stenograph
- Otto Stiehl (1860–1940), Architekt